# Rododendro
- Commons
- Wikispecies

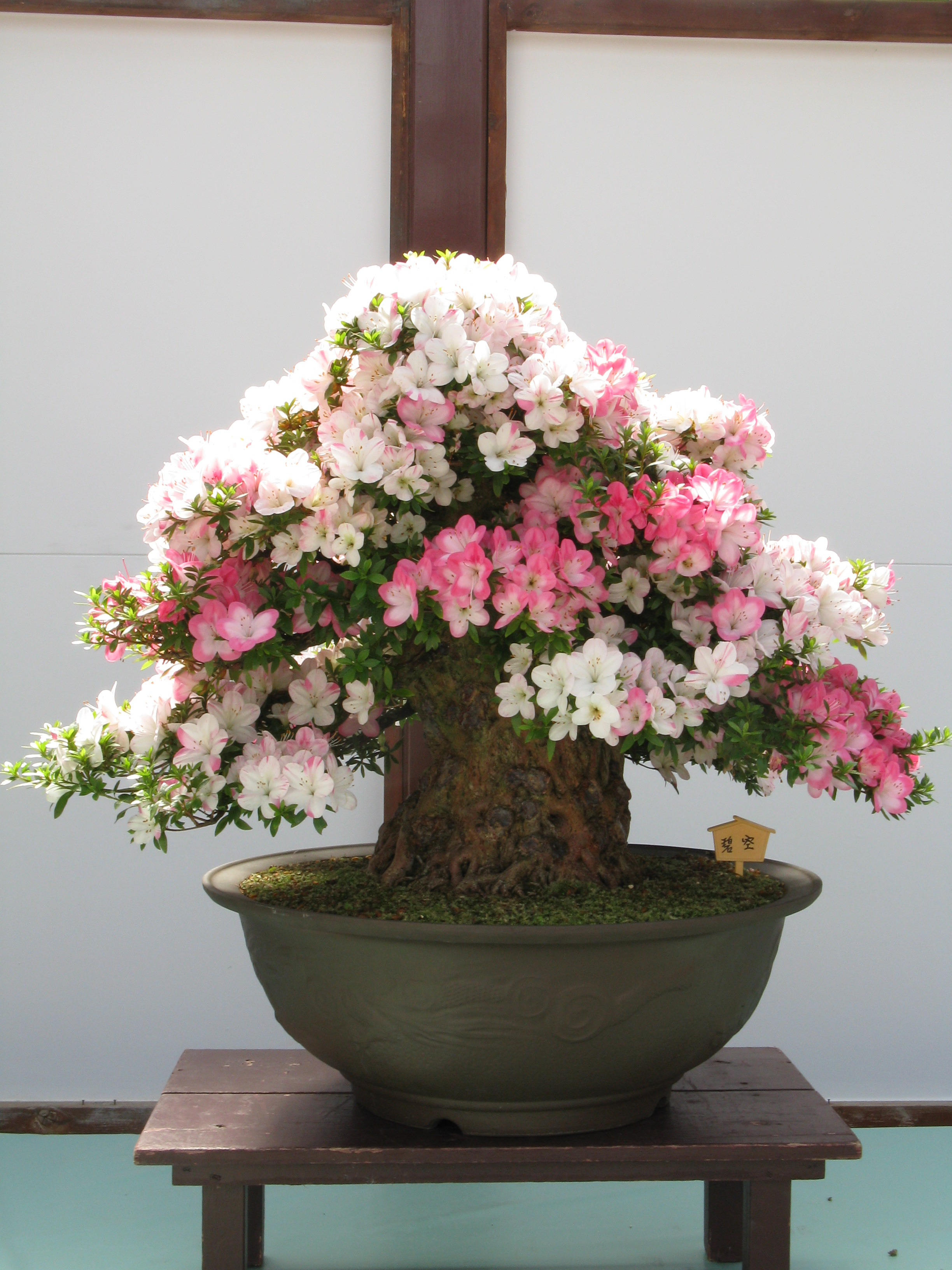
Rhododendron indicum

Rhododendron /ˌroʊdəˈdɛndrən/ (do grego antigo ῥόδον rhódon "rosa" e δένδρον déndron "árvore") é um gênero que arrola cerca de 1024 espécies de plantas lenhosas da família Ericaceae, tanto perenes quanto decíduas. Ocorrem principalmente na Ásia, embora também estejam difundidas ao longo da região das montanhas Apalaches, na América do Norte. A maioria das espécies apresenta flores vistosamente coloridas que florescem a partir do final do inverno.
São plantas arbóreas ou arbustivas, com algumas epífitas. Dividem-se em oito subgêneros, sendo mundialmente cultivadas, com inúmeros híbridos, a saber:
- Azaleastrum
- Candidastrum
- Hymenanthes
- Mumeazalea
- Pentanthera
- Rhododendron
- Therorhodion
- Tsutsusi

O gênero Rhododendron está amplamente espalhado, ainda que a maior diversidade ocorre na parte sudeste da cordilheira do Himalaia, desde o centro do Nepal até o leste do Sikkim até Yunnan e Sichuan, com outras zonas também de relevante diversidade nas montanhas da Indochina, Japão e Taiwan.
Várias espécies existem também na América do Norte e na Europa (Rhododendron ponticum). Há também espécies tropicais que crescem ao sul de Bornéu e Nova Guiné. Crescem bem em solos ácidos, produzindo grandes floradas em forma de trompa e folhas ovaladas. A maioria dos rododendros florescem durante um curto período de tempo anualmente, durante o qual adquirem cores muito vivas.
Há vários locais onde se cultivam rododendros. Foram modificados para produzirem flores menores ou maiores e uma imensa variedade de cores. Um dos exemplos é o rododendro do Presidente Roosevelt. Esta variedade tem folhas chamativas variadas e flores de cor vermelha brilhante, gradualmente se tornando branca em direção ao centro.
Todos os rododendros contêm uma toxina chamada graianotoxina no pólen e o néctar, e por isso o mel produzido a partir dessas plantas é muito venenoso. O resto da planta é venenosa para os cavalos, especialmente as folhas.
O maior jardim silvestre de rododendros do mundo se encontra em Bakersville, na Carolina do Norte, Estados Unidos. Localiza-se no parque natural de Roan Mountain.

## Espécies

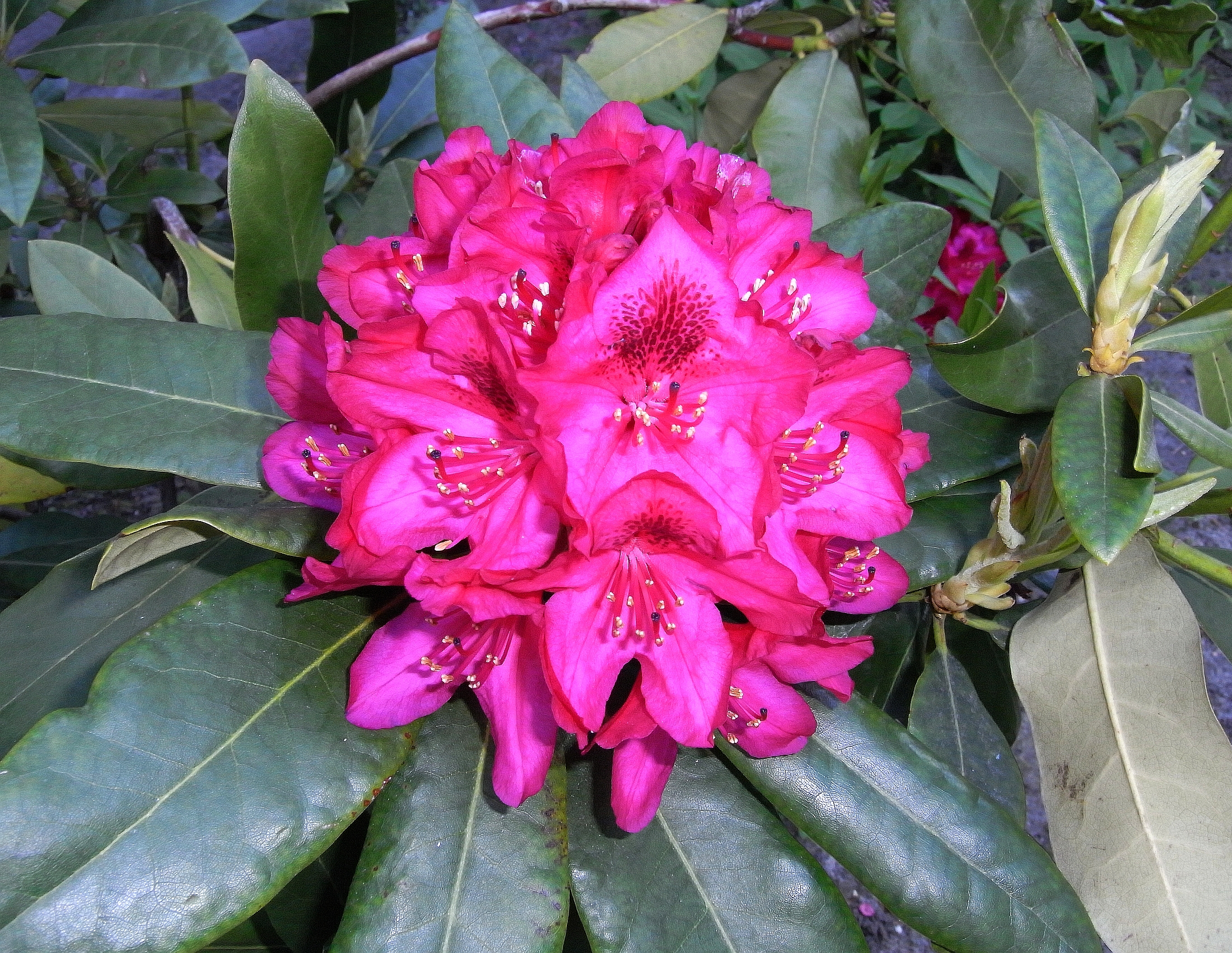

| - Rhododendron atlanticum - Rhododendron canadense - Rhododendron catawbiense - Rhododendron chapmanii - Rhododendron ferrugineum - Rhododendron groenlandicum - Rhododendron lochiae - Rhododendron luteum | - Rhododendron macrophyllum - Rhododendron maximum - Rhododendron moulmainense - Rhododendron occidentale - Rhododendron ponticum - Rhododendron schlippenbachii - Rhododendron spinuliferum - Rhododendron tomentosum |

- Lista completa

## Classificação do gênero
| Sistema | Classificação                     | Referência               |
| ------- | --------------------------------- | ------------------------ |
| Linné   | Classe Decandria, ordem Monogynia | Species plantarum (1753) |